# Heinrich Bullinger

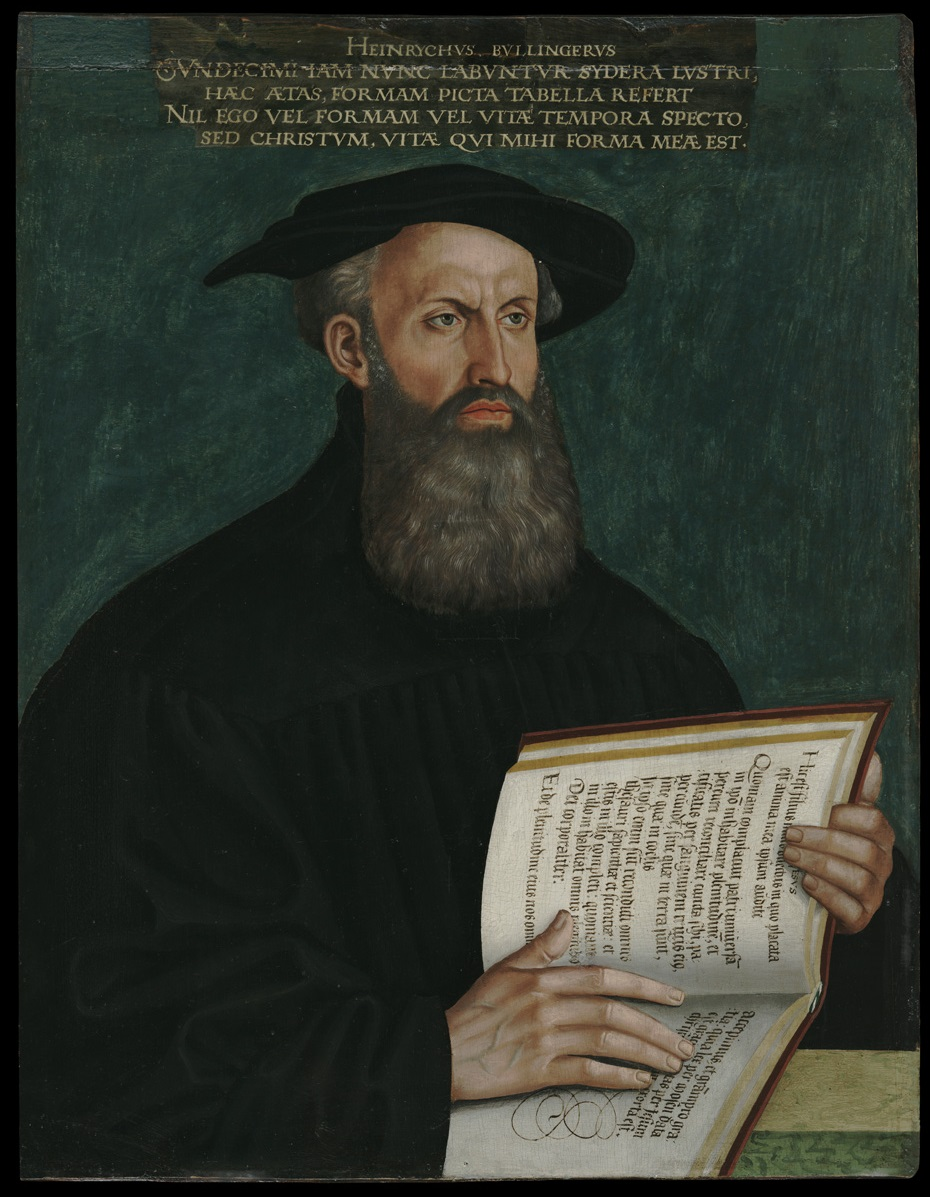
Heinrich Bullinger

Heinrich Bullinger (* 18. Juli 1504 in Bremgarten, Aargau; † 17. September 1575 in Zürich) war ein Schweizer Reformator und während 44 Jahren Antistes der Zürcher reformierten Kirche. Er war einer der führenden Theologen des Protestantismus im 16. Jahrhundert, hielt zahlreiche Predigten und schrieb 124 Werke, sein Briefwechsel umfasste über 12'000 Briefe. Er verfasste auch das Zweite Helvetische Bekenntnis, das von den Reformierten in Schottland, Ungarn, Polen, Österreich, Rumänien, Böhmen und der Slowakei als Glaubensbekenntnis übernommen wurde.

## Kirchengeschichtliche Zeitumstände
Bullingers Studienjahre fielen in die Anfangszeit der Reformation, und während seiner langen Amtszeit in Zürich kam es zu bedeutenden Ereignissen wie der Reformation in England, der Reformation in Genf durch Johannes Calvin, dem Schmalkaldischen Krieg, dem Augsburger Religionsfrieden und der Bartholomäusnacht in Frankreich.

## Leben
Heinrich Bullinger wurde 1504 in der Kleinstadt Bremgarten als eines von fünf Kindern des im Konkubinat lebenden katholischen Pfarrers Heinrich Bullinger geboren (1529 bekehrte sich auch der Vater zur Reformation und legalisierte seine Ehe mit Anna Wiederkehr). Bereits mit fünf Jahren besuchte der junge Bullinger die Lateinschule, 1516 ging der Zwölfjährige als Lateinschüler nach Emmerich in die humanistisch reformierte Stiftsschule. Er studierte bei Matthias Aquensis an der Universität Köln, einer ausgeprägt katholischen Hochschule, das Kirchenrecht, die Kirchenväter und alte Sprachen, dabei wurde er von den Humanisten Johannes Phrissemius und Arnold von Wesel geprägt. Er las auch die Schriften von Martin Luther und Philipp Melanchthon und schloss sich in dieser Zeit der Reformation an.
1523 wurde er mit 19 Jahren als Lehrer im Zisterzienserkloster Kappel am Albis vom Abt Wolfgang Joner berufen. Er unterrichtete nicht nur Klassiker, sondern auch Philipp Melanchthons Loci communes. Sein Unterricht war so interessant, dass nicht nur der Abt und alle Mönche, sondern auch Leute aus der Umgebung daran teilnahmen. Bullinger hatte die Stelle unter der Bedingung angetreten, dass er selbst nicht an der Messe und dem Chorgebet teilnehmen müsse. In seiner Kappeler Zeit verfasste er u. a. 30 lateinische und 22 deutsche Schriften, vor allem zur Auslegung der Evangelien und zu den Briefen des Apostels Paulus.
Im Januar 1528 ging er mit seinem Freund Ulrich Zwingli zur Berner Disputation, auf die hin sich die Stadt Bern zur Reformation bekannte. Auch das Kloster Kappel schloss sich der Reformation an, und Bullinger wurde neben seinem Lehramt auch Prediger im benachbarten Hausen am Albis.
1529 wurde Bullingers Vater in Bremgarten wegen seines evangelischen Bekenntnisses abgesetzt. Kurz darauf hielt jedoch sein Sohn eine Probepredigt in seiner Heimatstadt, in deren Folge die Bürger ihre Heiligenbilder verbrannten und den jungen Pfarrer zu ihrem Seelsorger wählten.
Im selben Jahr heiratete er Anna Adlischwyler, die Tochter von Hans Waldmanns Leibkoch und eine der letzten Nonnen aus dem Kloster Oetenbach in Zürich. Seit der Reformation war das Kloster schon geschlossen. Anna lebte aber noch im Klostergebäude. Die beiden führten eine glückliche und als vorbildlich geltende Ehe. Er war den gemeinsamen elf Kindern ein liebevoller Vater, spielte gerne mit ihnen und schrieb ihnen zu Weihnachten Verse. Sein Haus war ständig angefüllt mit Flüchtlingen, Pfarrerkollegen und Rat- und Hilfesuchenden. Alle seine Söhne wurden Pfarrer.

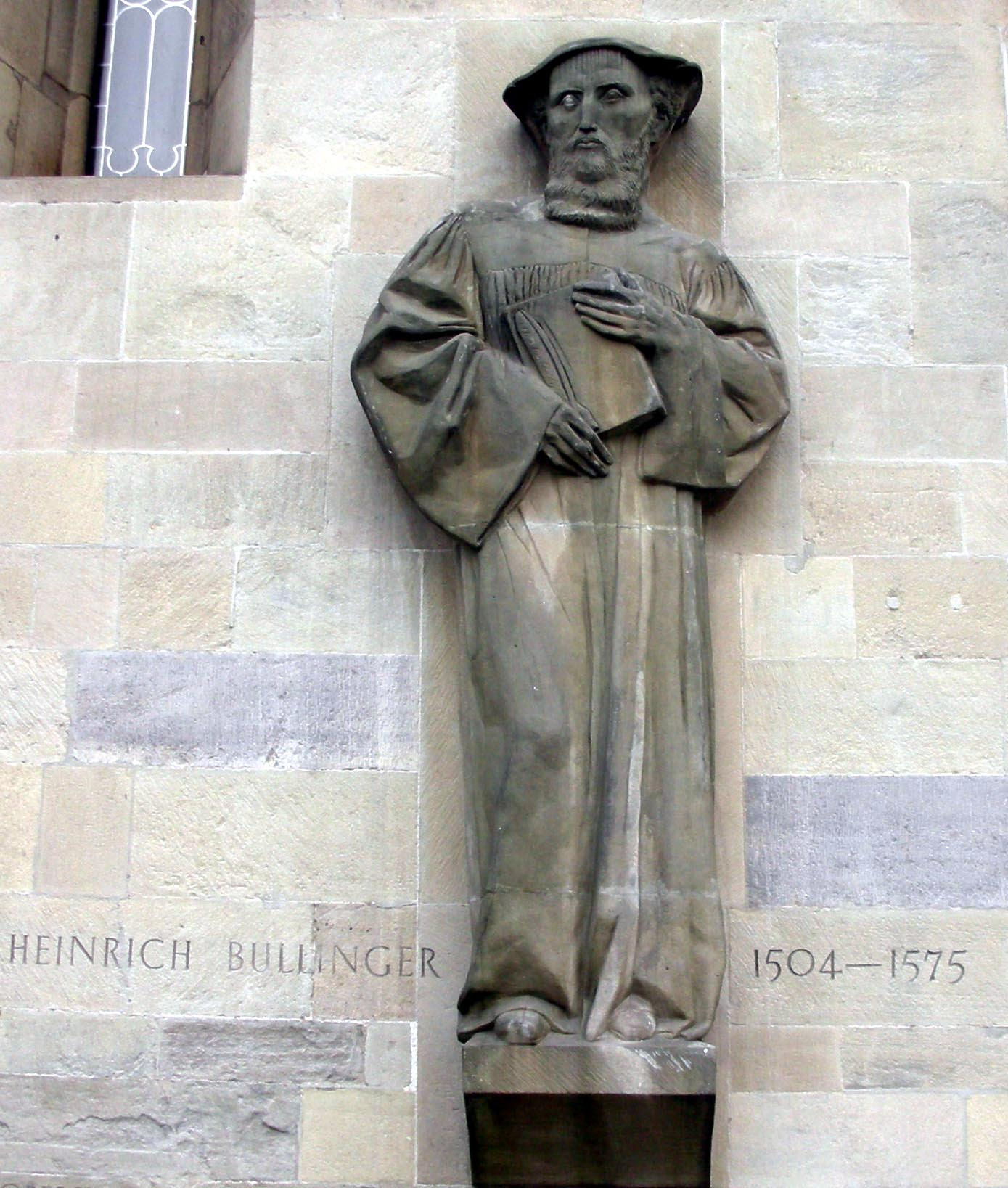
Skulptur von Bullinger an der nordöstlichen Aussenmauer des Grossmünsters

Nach der Niederlage im Zweiten Kappelerkrieg 1531, wo Zwingli am 11. Oktober von gegnerischen Soldaten gefangen und getötet wurde, musste Bremgarten mit dem übrigen Freiamt zum katholischen Glauben zurückkehren. Bullinger und zwei Amtsbrüder mussten die Stadt verlassen, auch wenn die Bevölkerung sie ungern gehen sah. Bullinger kam mit seiner Frau Anna und zwei kleinen Kindern als Flüchtling nach Zürich, wo er schon am Sonntag nach seiner Ankunft auf Zwinglis Kanzel im Grossmünster «eine Predigt herunterdonnerte, dass es vielen vorkam, Zwingli sei nicht tot, sondern gleich dem Phoenix wieder auferstanden» (Oswald Myconius). Am 9. Dezember desselben Jahres wurde er mit 27 Jahren zum Nachfolger Zwinglis als Antistes der Zürcher Kirche gewählt. Er nahm die Wahl erst an, als ihm der Rat ausdrücklich zugesichert hatte, er könne seine Verkündigung «frei, ungebunden und ohne Einschränkung» halten, auch wenn dabei Kritik an der Obrigkeit nötig sei. Er blieb in diesem Amt bis zu seinem Tod am 17. September 1575.
1536 verfasste er zusammen mit Oswald Myconius und Leo Jud das Erste Helvetische Bekenntnis, das von Zürich, Bern, Basel, Schaffhausen, St. Gallen, Mülhausen und Biel gemeinsam herausgegeben wurde.
Bullingers Gastfreundschaft gab in Zürich ein Beispiel, und die Stadt nahm viele protestantische Flüchtlinge auf, beispielsweise 1555 aus Locarno und nach dem Tod von Heinrich VIII. aus England. Als diese Flüchtlinge nach dem Tod von Maria I. Tudor wieder nach England zurückkehrten, nahmen sie Bullingers Schriften mit, die dort starke Verbreitung fanden. Von 1550 bis 1560 gab es in England 77 Auflagen von Bullingers Dekaden und 137 Auflagen seines Hausbuchs (zum Vergleich: die Institutiones von Calvin erlebten in der gleichen Zeit zwei englische Auflagen).
Obwohl Bullinger selbst die Schweiz nie mehr verliess, seitdem er Antistes von Zürich wurde, hatte er Briefwechsel mit Menschen in ganz Europa, war dadurch ausgezeichnet informiert und gab eine Art Zeitung über politische Ereignisse heraus.
Zusammen mit Johannes Calvin erarbeitete er den Consensus Tigurinus von 1549, der eine Einigung in der Abendmahlfrage zwischen Zwinglianern und Calvinisten bedeutete, wodurch in der Schweiz eine Separatentwicklung der verschiedenen reformierten Richtungen verhindert wurde.
Selbst schwer erkrankt und von Conrad Gessner, Stadtphysicus von Zürich, gepflegt, verlor Bullinger im Jahr 1565 durch eine Pestepidemie seine Frau und drei Töchter.
1571 schrieb Bullinger in seiner Schrift Wider die schwarzen kunst dem Teufel eine grosse Macht selbst über Unschuldige zu und forderte unter Hinweis auf göttliches und menschliches Recht eine harte Bestrafung der «Schwarzkünstler» durch die Todesstrafe.
Ethelbert William Bullinger (1837–1913), ein führender Theologe des amerikanischen Protestantismus und Herausgeber der Companion Bible, ist ein direkter Nachfahre.

## Ansichten
«Mein Vater wünschte, daß ich während der ganzen Dauer meines Emmericher Aufenthaltes an den Türen betteln sollte; nicht weil er mich nicht hätte verpflegen können, sondern weil er wollte, daß ich auf diese Weise das unglückliche Los der Bettelnden aus Erfahrung kennen lernte, damit ich fortan mein Leben lang desto freundlicher zu ihnen sei.»

«Keinen einzigen rechtschaffenen Christgläubigen soll es irre machen, dass etliche Klügler spitzfindige Gedankenspiele treiben und sagen, Gott sei unbegreifbarer und unzerstörbarer Geist, die Schrift hingegen sei Fleisch, begreifbar und zerstörbar, darum könne sie nicht das wahrhafte Gotteswort sein usw. Um solchen Fantasien zu begegnen, bezeichnet Gott selber das, was die Profeten und die heiligen Apostel mündlich predigten, als sein, also Gottes Wort.»

## Wahrnehmungen
«Wie Zwingli sieht er [Bullinger] Kirche und Staat ganz nahe beieinander. Die Kirche soll sich um das Wohl und die Erbauung der Menschen kümmern, der Staat sorgt für Ruhe und Ordnung. Für Bullinger ist die Zwei-Reiche-Lehre Luthers undenkbar.»

«Es gibt niemanden, dem ich lieber schreiben würde, als Meister Bullinger, den ich immer für seine grosse Freundlichkeit geliebt habe, für seine einmalige Gelehrsamkeit und seltene Frömmigkeit verehrt, neben anderen ausgezeichneten Errungenschaften…»

## Werke

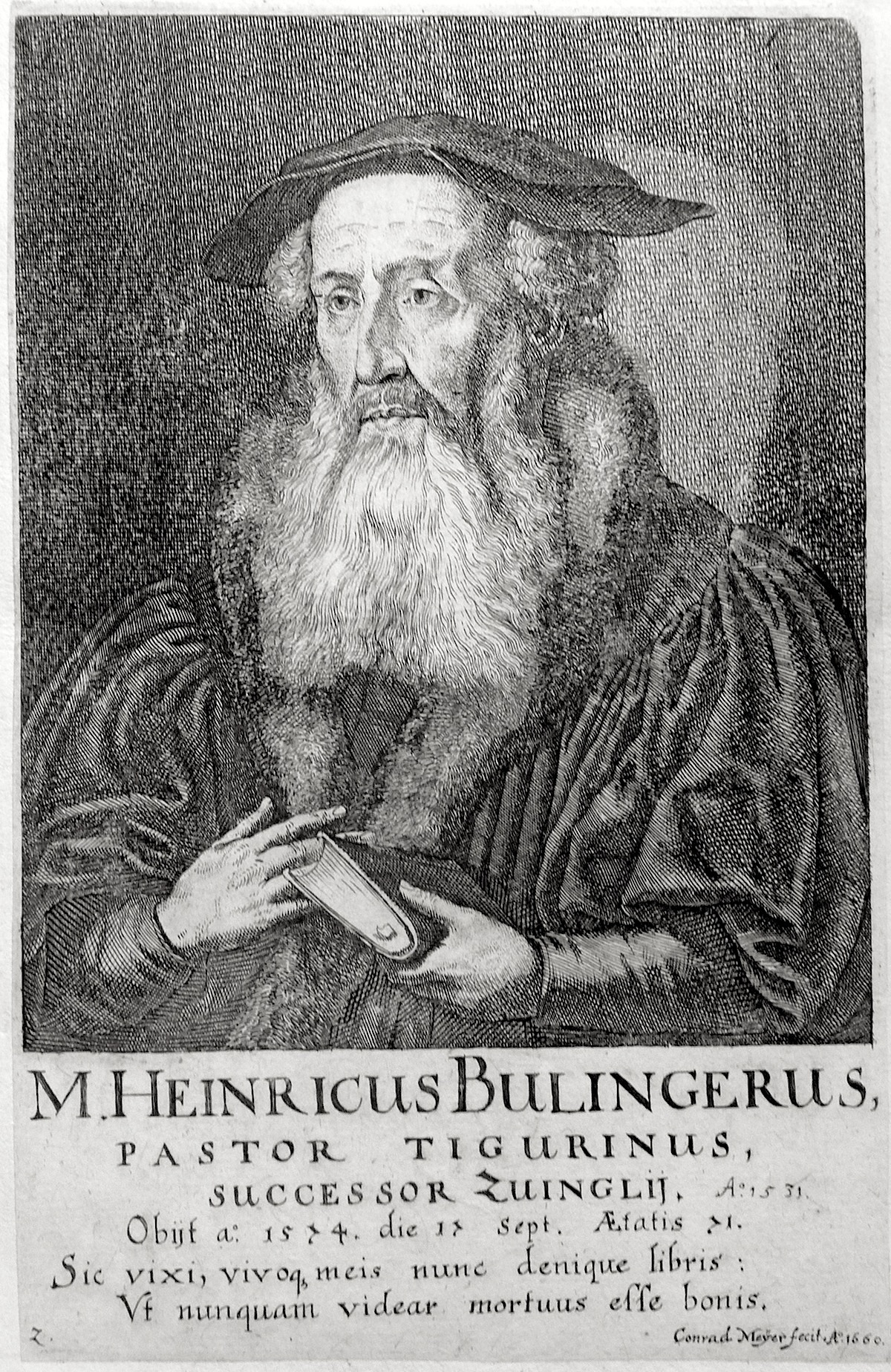
1560

### Theologische Werke
Bullingers theologische Werke umfassen 124 Titel, darunter
- Dekaden, auch Hausbuch genannt. – Bullingers theologisches Hauptwerk. Es handelt sich um eine Zusammenstellung von fünfzig lateinischen Lehrpredigten (fünf Bücher zu je zehn Predigten, daher «Dekaden»), die zwischen 1549 und 1552 in Zürich erschienen sind. Sie behandeln alle wichtigen Punkte des reformierten Glaubens. Die Dekaden wurden auf Deutsch, Englisch, Französisch und Holländisch übersetzt und hatten einen grossen Einfluss auf Calvin, auf den Heidelberger Katechismus und insbesondere auch die englische und später amerikanische reformierte Frömmigkeit. Die Dekaden waren Pflichtlektüre der anglikanischen Pfarrer und Massstab für die reformierte Predigt.[19]
- Zweites Helvetisches Bekenntnis – von Bullinger als persönliches Glaubensbekenntnis verfasst und auf Bitte von Friedrich III. 1566 veröffentlicht.
- Der Wiedertäufern Ursprung, Fürgang, Sekten (1560) – Bullingers polemische Sicht auf den Ursprung der Täufer (Abstreitung, dass diese aus der Zürcher Reformation heraus entstanden sind), diese Sicht wirkte bis weit ins 20. Jahrhundert, gilt jetzt aber als widerlegt (archive.org).
- Geschichtswerke: eine Reformationsgeschichte (1564) (eine der wichtigsten historischen Quellen für die Reformation), eine Geschichte der Eidgenossen (1568), eine Zürcher Geschichte (1574), aber auch eine Abhandlung über aargauische Geschichte (1570).[20]
- 12 vorformulierte Feldpredigten für die Zürcher Truppen im Februar 1547 während des Schmalkaldischen Krieges, als Konstanz bedroht war und mit ihm die Eidgenossenschaft.[21]
- Lateinische Bibelkommentare über alle Bücher des Neuen Testaments.
- Zahlreiche Predigten, darunter 66 über Daniel, 170 über Jeremia und 190 über Jesaja
- Studiorum ratio – eine Studienanleitung für Studenten.
- Eine Schrift über die Verfolgung der Christen von der Antike bis ins 16. Jahrhundert.
- Summa Christenlicher Religion. Froschower, Zürich 1558 (neu: Limache, ISBN 3-9520867-0-3).
- Apokalypse. Eine Sammlung von 100 Predigten über die Offenbarung des Johannes von 1554 bis 1556 lösten in England einen gewaltigen Boom von Endzeit-Predigten und ‑Kommentaren aus.[22]

### Bullingers Briefwechsel
Bullingers Briefwechsel ist der umfangreichste, der aus dem 16. Jahrhundert bekannt ist. Er ist von hohem dokumentarischem Wert für die Geschichte der Ausbreitung der zwinglianischen Reformation und für die europäische Kulturgeschichte. Er enthält ausgiebige Mitteilungen über Personen, zeitgenössische Publikationen, Ereignisse, Alltag, Volkskunde, Klima und Himmelserscheinungen. Es existieren über 12'000 Briefe von und an Bullinger. Bullinger korrespondierte mit Reformierten, Lutheranern, Anglikanern und Täufern und stand im Briefwechsel mit Lady Jane Grey, Heinrich II. und Franz II. von Frankreich, Heinrich VIII., Eduard VI. und Elisabeth I. von England, Christian III. von Dänemark, Philipp von Hessen und dem Pfalzgrafen Friedrich III. Er war der persönliche Freund und Ratgeber vieler führender Persönlichkeiten der Reformation. Allein 300 Briefe sind an Calvin gerichtet. Die meisten Briefe sind aufbewahrt im Staatsarchiv Zürich und in der Zentralbibliothek Zürich.
Edition: Bis August 2024 wurden alle Briefe aus den Jahren 1523 bis April 1548 bearbeitet und in 21 Bänden und einem Zusatzband veröffentlicht. Diese Briefe sind der Öffentlichkeit auch über eine elektronische Ausgabe frei zugänglich (http://teoirgsed.uzh.ch/). Bis Ende 2020 wurde die an der theologischen Fakultät der Universität Zürich geleistete Arbeit durch den Schweizerischen Nationalfonds und die Zürcher Landeskirche finanziert. Seither ist die Weiterarbeit an dieser wichtigen Geschichtsquelle neu aufgeteilt:
• 1. Das Institut für Computerlinguistik der Universität Zürich (https://www.cl.uzh.ch) erstellt eine Web-Applikation (https://www.bullinger-digital.ch) mit den Metadaten zu jedem einzelnen Brief und verlinkt diese mit den digitalen Aufnahmen, die derzeit im Staatsarchiv des Kantons Zürich (https://www.zh.ch/de/direktion-der-justiz-und-des-innern/staatsarchiv.html) und in der Zentralbibliothek Zürich (https://www.zb.uzh.ch/de/) erstellt werden;
• 2. Die im Januar 2021 gegründete Heinrich Bullinger-Stiftung (https://www.bullinger-stiftung.ch) sorgt für die Weiterveröffentlichung der Briefe (Transkription, Kommentierung und Übersetzung) und für die Weiterführung der Ausgabe in Buchform. Das Editionsunternehmen verfügt über eine eigene Webseite (https://www.irg.uzh.ch/de/forschung/bullinger/edition-briefwechsel.html).

### Drama
- Ein schoen Spil von der Geschicht der edlen Römerin Lucretiae. Drama in 2 Akten, UA: Basel 1533.
- Andere Titel:
  - Ein schoen Spil von der Geschicht der edlen Römerin Lucretiae unnd wie der Tyrannisch küng Tarquinius Superbus von Rhom vertriben und sunderlich von der standthafftigkeit Junij Bruti des Ersten Consuls zu Rhom
  - Spiel von der schönen Lucretia
  - Ein schoenes Spiel von der Geschichte der edlen Römerin Lucretiae
  - Spiel von Lucretia und Brutus

## Editionen
- Briefwechsel, hrsg. vom Zwingliverein in Zürich; Theologischer Verlag, Zürich 1973–2022, (Heinrich Bullingers Werke, 2. Abteilung) [per 2022 sind 21 Bände erschienen, 3120 Briefe von 1523 bis Ende 1547, rund einen Viertel des Gesamtbestandes enthaltend].
- Theologische Schriften. Hrsg. vom Zwingliverein in Zürich. Bände 1 ff. tvz, Zürich 1973 ff. (Heinrich Bullingers Werke. 3. Abteilung) [per Ende 2014 sind 7 Bände erschienen].
- Schriften. Im Auftrag des Zwinglivereins und in Zusammenarbeit mit Hans Ulrich Bächtold, Ruth Jörg und Peter Opitz hrsg. von Emidio Campi, Detlef Roth und Peter Stotz. 6 Textbände und ein Registerband, TVZ, Zürich 2004–2007.
- Schriften zum Tage. Hrsg. von Hans Ulrich Bächtold, Ruth Jörg und Christian Moser. achius, Zug 2006 (Studien und Texte zur Bullingerzeit 3).

## Gedenktag
17. September im Evangelischen Namenkalender.

## Rezeption im Film
- Zwinglis Erbe. Spielfilm, 2018, 55 Min., Produktion: Eutychus Production, Regie: Alex Fröhlich